# Meccanica lagrangiana

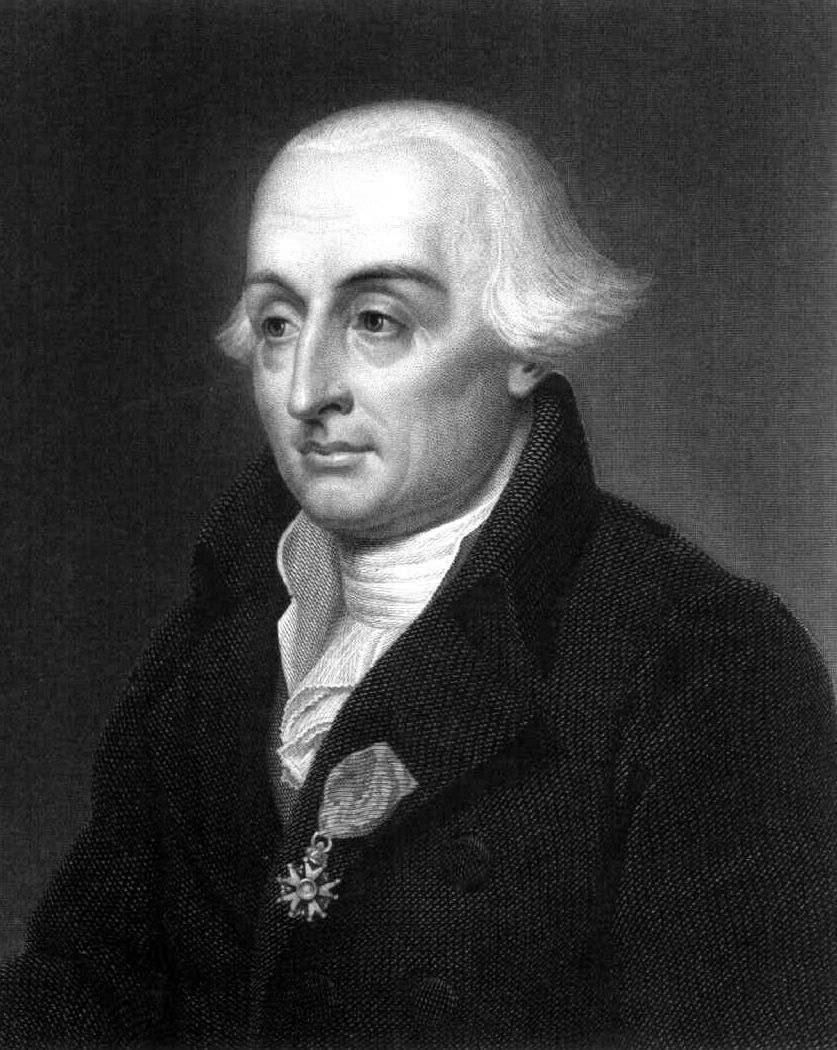
Joseph Louis Lagrange

In fisica e matematica, in particolare in meccanica razionale, la meccanica lagrangiana è una formulazione della meccanica introdotta nel XVIII secolo da Joseph-Louis Lagrange come riformulazione della meccanica newtoniana. Si tratta di un formalismo in cui le equazioni del moto sono descritte tramite delle equazioni variazionali di Eulero, dove la funzione scalare argomento è la lagrangiana di Newton, la differenza tra energia cinetica e potenziale.
In questo modo, non è necessario utilizzare campi vettoriali come nel caso invece delle equazioni di Newton o delle equazioni di Navier.
La formulazione lagrangiana è strettamente legata al teorema di Noether, che collega quantità conservate del moto con le simmetrie continue dell'azione e si applica a sistemi dinamici con vincoli olonomi e risulta particolarmente efficace nel caratterizzare il moto di un insieme di punti materiali soggetti a vincoli. 
Un'alternativa alla descrizione della meccanica lagrangiana è la meccanica hamiltoniana,  introdotta da William Rowan Hamilton e poi perfezionata e generalizzata grazie al contributo di Carl Gustav Jacob Jacobi, co-autore della teoria di Hamilton-Jacobi.

## Descrizione
Nell'ambito della meccanica lagrangiana la rappresentazione di un sistema è data dallo spazio delle configurazioni, generato dall'insieme delle coordinate generalizzate {\displaystyle q_{i}}, e dallo spazio delle coppie {\displaystyle (q_{1},\dots ,q_{n},{\dot {q}}_{1}\dots ,{\dot {q}}_{n})}, dove con {\displaystyle {\dot {q}}_{i}} si indicano rispettive velocità, che prende il nome di spazio degli stati. Quest'ultimo rappresenta l'insieme delle posizioni che il sistema può assumere compatibilmente con i vincoli imposti, mentre lo spazio delle configurazioni può essere una varietà differenziabile, detta varietà delle configurazioni.
In questo approccio la traiettoria del sistema non viene studiata a partire dalle forze agenti su di esso, come avviene nell'ambito tradizionale della dinamica newtoniana, ma è la soluzione di un problema variazionale in cui tra tutti i moti possibili il sistema percorre il cammino che minimizza (ne annulla la variazione) una funzione scalare detta azione, in accordo con il principio di minima azione.
L'azione è data dall'integrale della Lagrangiana {\displaystyle {\mathcal {L}}({\dot {\mathbf {q} }},\mathbf {q} ,t)}:
{\displaystyle {\mathcal {S}}=\int _{t_{1}}^{t_{2}}{\mathcal {L}}\,\mathrm {d} t}
e dal principio di minima azione si possono ricavare, ad esempio sfruttando il lemma fondamentale del calcolo delle variazioni, le equazioni del moto per il sistema considerato. Nello specifico ciò avviene sia risolvendo, spesso mediante l'utilizzo dei moltiplicatori di Lagrange, le equazioni di Lagrange del I tipo, che trattano esplicitamente i vincoli con equazioni aggiuntive sia le equazioni di Lagrange del II tipo, ovvero le equazioni di Eulero-Lagrange, che incorporano l'azione dei vincoli con un'opportuna scelta delle coordinate generalizzate.
La Lagrangiana è definita come la differenza tra l'energia cinetica e l'energia potenziale del sistema studiato, ma può anche avere una forma più generale, e si possono avere più Lagrangiane per la stessa equazione del moto.
Riveste un ruolo importante all'interno della meccanica lagrangiana anche il principio di minimo vincolo di Gauss, che rappresenta una generalizzazione del principio di d'Alembert. A partire dal principio di minimo vincolo è possibile ricavare altre relazioni importanti, come, ad esempio, le equazioni del moto di Appell.

## Dalla meccanica newtoniana alla meccanica lagrangiana
Si consideri un sistema di {\displaystyle n} particelle in {\displaystyle \mathbb {R} ^{m}}, ognuna identificata da {\displaystyle m} coordinate generalizzate:
{\displaystyle {\begin{aligned}\mathbf {r} _{1}&=\mathbf {r} _{1}(q_{1},\dots ,q_{m})\\&\vdots \\\mathbf {r} _{n}&=\mathbf {r} _{n}(q_{1},\dots ,q_{m})\end{aligned}}}
dove ogni coordinata dipende dal tempo. Un'espressione per lo spostamento virtuale {\displaystyle \delta \mathbf {r} _{i}} del sistema, per vincoli indipendenti dal tempo o dalla velocità, ha la seguente forma:
{\displaystyle \delta \mathbf {r} _{i}=\sum _{j=1}^{m}{\frac {\partial \mathbf {r} _{i}}{\partial q_{j}}}\mathrm {d} q_{j}}
La velocità e l'accelerazione di ogni particella sono date dalla regola della catena:
{\displaystyle \mathbf {\dot {r}} _{i}=\sum _{j=1}^{m}{\frac {\partial \mathbf {r} _{i}}{\partial q_{j}}}{\dot {q}}_{j}\quad \mathbf {\ddot {r}} _{i}=\sum _{j=1}^{m}{\frac {\partial \mathbf {r} _{i}}{\partial q_{j}}}{\ddot {q}}_{j}+{\frac {\partial ^{2}\mathbf {r} _{i}}{\partial q_{j}^{2}}}{\dot {q}}_{j}^{2}}
Calcolando la derivata parziale delle velocità {\displaystyle {\dot {\mathbf {r} }}_{i}} e delle accelerazioni {\displaystyle {\ddot {\mathbf {r} }}_{i}}, nell'ordine, rispetto a {\displaystyle {\dot {q}}_{j}} e {\displaystyle {\ddot {q}}_{j}} si ottiene:
{\displaystyle {\frac {\partial \mathbf {r} _{i}}{\partial q_{j}}}={\frac {\partial \mathbf {\dot {r}} _{i}}{\partial {\dot {q_{j}}}}}={\frac {\partial \mathbf {\ddot {r}} _{i}}{\partial {\ddot {q_{j}}}}}}
Considerando il moto come determinato dall'applicazione di forze applicate {\displaystyle \mathbf {F} _{i}^{(e)}} e forze inerziali {\displaystyle -m\mathbf {a} _{i}}, il principio di D'Alembert stabilisce che il loro lavoro virtuale {\displaystyle \delta W} relativamente allo spostamento virtuale {\displaystyle \delta \mathbf {r} _{i}} è dato da:
{\displaystyle \delta W=\sum _{i=1}^{n}(\mathbf {F} _{i}^{(e)}-m_{i}\mathbf {a} _{i})\cdot \delta \mathbf {r} _{i}=\sum _{j=1}^{m}\sum _{i=1}^{n}(\mathbf {F} _{i}^{(e)}-m_{i}\mathbf {a} _{i})\cdot {\frac {\partial \mathbf {r} _{i}}{\partial q_{j}}}\mathrm {d} q_{j}=0}
dove {\displaystyle \mathbf {a} _{i}} sono le accelerazioni delle particelle. Poiché lo spostamento e il lavoro virtuale rappresentano casi particolari delle rispettive grandezze infinitesime, è possibile usarli come operatori differenziali. L'espressione ottenuta per il lavoro virtuale suggerisce che le forze applicate, attraverso un opportuno cambio di coordinate, possono essere espresse come forze generalizzate {\displaystyle Q_{j}}, che vengono definite come:
{\displaystyle Q_{j}={\frac {\mathrm {d} W}{\mathrm {d} q_{j}}}={\frac {\partial {\mathcal {M}}}{\partial {\ddot {q}}_{j}}}=\sum _{i=1}^{n}\mathbf {F} _{i}^{(e)}\cdot {\frac {\partial \mathbf {r} _{i}}{\partial q_{j}}}}
dove {\displaystyle {\mathcal {M}}} è la funzione Appelliana:
{\displaystyle {\mathcal {M}}={\frac {1}{2}}\sum _{i=1}^{n}m_{i}(\mathbf {\ddot {r}} _{i}\cdot \mathbf {\ddot {r}} _{i})}
Se le forze {\displaystyle \mathbf {F} _{i}^{(e)}} sono conservative, allora esiste un potenziale scalare {\displaystyle V} il cui gradiente è la forza:
{\displaystyle \mathbf {F} _{i}^{(e)}=-\nabla V}
allora si ha:
{\displaystyle Q_{j}=-\sum _{i=1}^{n}\nabla V\cdot {\frac {\partial \mathbf {r} _{i}}{\partial q_{j}}}=-{\frac {\partial V}{\partial q_{j}}}}
Ovvero, le forze generalizzate possono essere ridotte al gradiente di un potenziale scritto mediante le coordinate generalizzate. Il precedente risultato può essere anche ricavato notando che {\displaystyle V} è una funzione di {\displaystyle \mathbf {r} _{i}}, che dipendono a loro volta da {\displaystyle q_{j}}, e applicando la regola della catena alla derivata di {\displaystyle V} rispetto a {\displaystyle q_{j}}.

### Energia cinetica
L'energia cinetica {\displaystyle T} di un sistema di {\displaystyle n} particelle {\displaystyle \mathbf {r} _{i}=\mathbf {r} _{i}(q_{1},\cdots ,q_{m})\in \mathbb {R} ^{m}} è definita come:
{\displaystyle T={\frac {1}{2}}\sum _{i=1}^{n}m_{i}(\mathbf {\dot {r}} _{i}\cdot \mathbf {\dot {r}} _{i})}
Le derivate parziali di {\displaystyle T} rispetto alle coordinate generalizzate {\displaystyle q_{j}} e le velocità generalizzate {\displaystyle {\dot {q}}_{j}} sono:
{\displaystyle {\frac {\partial T}{\partial q_{j}}}=\sum _{i=1}^{n}m_{i}\mathbf {\dot {r}} _{i}\cdot {\frac {\partial \mathbf {\dot {r}} _{i}}{\partial q_{j}}}\qquad {\frac {\partial T}{\partial {\dot {q}}_{j}}}=\sum _{i=1}^{n}m_{i}\mathbf {\dot {r}} _{i}\cdot {\frac {\partial \mathbf {\dot {r}} _{i}}{\partial {\dot {q}}_{j}}}=\sum _{i=1}^{n}m_{i}\mathbf {\dot {r}} _{i}\cdot {\frac {\partial \mathbf {r} _{i}}{\partial q_{j}}}}
La derivata totale rispetto al tempo di tale equazione è:
{\displaystyle {\frac {\mathrm {d} }{\mathrm {d} t}}{\frac {\partial T}{\partial {\dot {q}}_{j}}}=\sum _{i=1}^{n}m_{i}\mathbf {\ddot {r}} _{i}\cdot {\frac {\partial \mathbf {r} _{i}}{\partial q_{j}}}+\sum _{i=1}^{n}m_{i}\mathbf {\dot {r}} _{i}\cdot {\frac {\partial \mathbf {\dot {r}} _{i}}{\partial q_{j}}}=Q_{j}+{\frac {\partial T}{\partial q_{j}}}}
che conduce alle equazioni del moto generalizzate:
{\displaystyle Q_{j}={\frac {\mathrm {d} }{\mathrm {d} t}}\left({\frac {\partial T}{\partial {\dot {q}}_{j}}}\right)-{\frac {\partial T}{\partial q_{j}}}}
che contengono le leggi di Newton.

### Vincoli perfetti
I moti di un sistema vincolato si rappresentano considerando {\displaystyle N} punti materiali in {\displaystyle \mathbb {R} ^{3}}, che costituiscono un sistema {\displaystyle \mathbf {x} =(\mathbf {x} _{1},\dots ,\mathbf {x} _{N})\in \mathbb {R} ^{3N}} soggetto a {\displaystyle m} vincoli olonomi {\displaystyle f}, eventualmente dipendenti dal tempo {\displaystyle t}, che agiscono su di esso:
{\displaystyle \;f_{1}(\mathbf {x} ,t)=0,\dots ,f_{m}(\mathbf {x} ,t)=0}
Per ogni fissato istante di tempo queste relazioni definiscono una superficie (una varietà differenziabile {\displaystyle \,M_{t}}) immersa nello spazio euclideo 3N-dimensionale. In particolare, un sistema è soggetto a vincoli perfetti se {\displaystyle \forall \mathbf {x} \in M_{t}} le reazioni vincolari sono in quell'istante {\displaystyle t} ortogonali allo spazio tangente alla superficie {\displaystyle M_{t}}.
In termini di coordinate generalizzate {\displaystyle (q_{1},\dots ,q_{n},t)} sulla superficie {\displaystyle M_{t}}, che ha dimensione {\displaystyle n=3N-m}, la condizione che il sistema {\displaystyle \mathbf {x} =\mathbf {x} (q_{1},\dots ,q_{n})} sia soggetto a vincoli perfetti si traduce in:
{\displaystyle \mathbf {R} \cdot {\frac {\partial \mathbf {x} }{\partial q_{j}}}=0}
dove {\displaystyle \mathbf {R} \in \mathbb {R} ^{3N}} è il vettore che rappresenta tutte le reazioni vincolari cui ogni punto del sistema è soggetto.

## La Lagrangiana
La descrizione dei sistemi meccanici sviluppata dalla meccanica lagrangiana si basa sull'introduzione di una funzione, detta Lagrangiana, data dalla differenza tra l'energia cinetica {\displaystyle T} e l'energia potenziale {\displaystyle U}:
{\displaystyle {\mathcal {L}}({\dot {\mathbf {q} }},\mathbf {q} ,t)=T({\dot {\mathbf {q} }},\mathbf {q} ,t)-U(\mathbf {q} ,t)}
Nel descrivere sistemi in cui l'energia si conserva la Lagrangiana dipende soltanto dalle coordinate {\displaystyle \mathbf {q} } e dalle loro derivate {\displaystyle {\dot {\mathbf {q} }}}, in quanto il potenziale non dipende dal tempo, così come l'energia cinetica {\displaystyle T=m{\dot {\mathbf {q} }}^{2}/2}.

## Equazioni di Lagrange del primo tipo
Le equazioni di Lagrange del primo tipo per un sistema di {\displaystyle n} particelle con {\displaystyle C} vincoli olonomi, dati dalle funzioni {\displaystyle F_{1},\dots ,F_{C}}, sono:
{\displaystyle {\frac {\partial {\mathcal {L}}}{\partial r_{j}}}-{\frac {\mathrm {d} }{\mathrm {d} t}}\left({\frac {\partial {\mathcal {L}}}{\partial {\dot {r}}_{j}}}\right)+\sum _{i=1}^{C}\lambda _{i}{\frac {\partial F_{i}}{\partial r_{j}}}=0}
dove {\displaystyle \lambda _{i}} è un moltiplicatore di Lagrange e {\displaystyle j=1,\dots ,n}. Esiste un moltiplicatore di Lagrange per ogni vincolo.
Per analogia con la procedura matematica, si può scrivere anche:
{\displaystyle {\frac {\delta {\mathcal {L}}}{\delta r_{j}}}+\lambda {\frac {\partial F}{\partial r_{j}}}=0}
in cui:
{\displaystyle {\frac {\delta {\mathcal {L}}}{\delta r_{j}}}={\frac {\partial {\mathcal {L}}}{\partial r_{j}}}-{\frac {\mathrm {d} }{\mathrm {d} t}}\left({\frac {\partial {\mathcal {L}}}{\partial {\dot {r}}_{j}}}\right)}
denota la derivata variazionale.

## Equazioni di Eulero-Lagrange
Le equazioni del moto di Eulero-Lagrange sono un sistema di equazioni per {\displaystyle {\mathcal {L}}({\dot {\mathbf {q} }},\mathbf {q} ,t)} della forma:
{\displaystyle {\frac {\mathrm {d} }{\mathrm {d} t}}{\frac {\partial {\mathcal {L}}}{\partial {\dot {q}}_{i}}}-{\frac {\partial {\mathcal {L}}}{\partial q_{i}}}=0}
che forniscono una formulazione del secondo principio della dinamica. Infatti, scrivendo la lagrangiana come differenza tra l'energia cinetica e l'energia potenziale:
{\displaystyle {\mathcal {L}}(\mathbf {r} ,{\dot {\mathbf {r} }})={\frac {1}{2}}m{\dot {\mathbf {r} }}^{2}-U(\mathbf {r} )}
si nota che:
{\displaystyle {\frac {\partial {\mathcal {L}}}{\partial {\dot {\mathbf {r} }}}}=m{\dot {\mathbf {r} }}\qquad {\frac {\partial {\mathcal {L}}}{\partial \mathbf {r} }}=-{\frac {\partial U}{\partial \mathbf {r} }}=\mathbf {F} }
si ha:
{\displaystyle {\frac {\mathrm {d} }{\mathrm {d} t}}{\frac {\partial {\mathcal {L}}}{\partial {\dot {\mathbf {r} }}}}-{\frac {\partial {\mathcal {L}}}{\partial \mathbf {r} }}=m{\ddot {\mathbf {r} }}-\mathbf {F} =0}
ovvero l'equazione di Newton.
La proprietà principale delle equazioni di Lagrange è che, a differenza delle equazioni di Newton, esse non cambiano forma quando si passa dalle coordinate cartesiane {\displaystyle x^{\alpha }} ad un altro sistema di coordinate {\displaystyle q^{\beta }}. Questo permette di scrivere agevolmente le equazioni in coordinate diverse da quelle cartesiane ottenendo spesso una loro semplificazione (come avviene ad esempio per i problemi con forze centrali scritti in coordinate polari), inoltre permette di generalizzare la teoria dai sistemi definiti su spazi vettoriali ai sistemi definiti su varietà differenziabili, come ad esempio i sistemi con vincoli olonomi.

## Costanti del moto
Ricordando che per poter definire le equazioni di Eulero-Lagrange è necessario che le traiettorie {\displaystyle \mathbf {q} (t)\in {\mathcal {C}}^{2}}; se la Lagrangiana non dipende da una certa coordinata {\displaystyle q_{i}}, detta coordinata ciclica, si ha dalle suddette equazioni che:
{\displaystyle {\frac {\mathrm {d} }{\mathrm {d} t}}\left({\frac {\partial {\mathcal {L}}}{\partial {\dot {q_{i}}}}}\right)=0}
e quindi {\displaystyle p_{i}=\partial {\mathcal {L}}/\partial {\dot {q_{i}}}} è una costante del moto: si tratta di un caso particolare del più generale teorema di Noether.
Le equazioni di Eulero-Lagrange equivalgono del resto alle equazioni per i momenti coniugati:
{\displaystyle \mathbf {p} ={\frac {\partial {\mathcal {L}}}{\partial {\dot {\mathbf {q} }}}}\qquad \mathbf {\dot {p}} ={\frac {\partial {\mathcal {L}}}{\partial \mathbf {q} }}}
La formulazione delle equazioni del moto a partire dai momenti coniugati è sviluppata dalla meccanica hamiltoniana, in cui l'energia totale del sistema è solitamente associata alla funzione Hamiltoniana {\displaystyle {\mathcal {H}}(\mathbf {q} ,\mathbf {p} ,t)}, definita come la trasformata di Legendre della Lagrangiana:
{\displaystyle {\mathcal {H}}=\sum _{i}{{\dot {q}}_{i}}{\frac {\partial {\mathcal {L}}}{\partial {{\dot {q}}_{i}}}}-{\mathcal {L}}=\sum _{i}{{\dot {q}}_{i}}p_{i}-{\mathcal {L}}}
Attraverso il principio di Hamilton, è possibile estendere la validità della suddetta teoria, poiché per poter calcolare l'Hamiltoniana, è sufficiente che le traiettorie siano di classe {\displaystyle {\mathcal {C}}^{1}} a tratti. Se inoltre è soddisfatta la condizione di non degenerazione:
{\displaystyle \det \left({\frac {\partial ^{2}{\mathcal {L}}}{\partial {\dot {q_{i}}}\partial {\dot {q_{j}}}}}\right)\neq 0}
ovvero se la matrice in questione è invertibile, allora è invertibile la definizione delle coordinate canoniche {\displaystyle (\mathbf {p} ,\mathbf {q} )} fornita da {\displaystyle p_{i}=\partial {\mathcal {L}}/\partial {\dot {q_{i}}}}, in modo da avere le {\displaystyle {\dot {\mathbf {q} }}} in funzione di {\displaystyle \mathbf {p} }.